# سمت (انتشارات)
سازمان مطالعه و تدوین کتب علوم انسانی دانشگاه‌ها با نام اختصاری سمت سازمانی دولتی پژوهشی وابسته به وزارت علوم، تحقیقات و فناوری در ایران است که به تدوین کتاب‌های دانشگاهی می‌پردازد. این سازمان در ۷ اسفند ۱۳۶۳ با تصویب شورای عالی انقلاب فرهنگی تأسیس شد. هدف از تأسیس این سازمان تألیف کتاب‌های درسی دانشگاهی سازگار با ارزش‌های ایرانی و اسلامی در رشته‌های علوم انسانی دانشگاه‌ها بوده‌است. ریاست این سازمان را احمد احمدی بر عهده داشت. پس از درگذشت احمدی در خرداد ۱۳۹۷، محمد ذبیحی سرپرستی سازمان «سمت» را بر عهده گرفت. آذرماه ۱۴۰۰، داود مهدوی‌زادگان به سرپرستی سازمان منصوب شد.
«سمت» علاوه بر فعالیت در حوزه‌های پژوهش، نگارش، ویرایش و انتشار کتاب، در برگزاری همایش‌های همبسته با موضوع کتاب درسی و نیز نشست‌های پژوهشی معطوف به اهداف و اولویت‌های خود نیز فعال است. این سازمان تا آذر ۱۳۹۷، ۲۱۹۴ عنوان کتاب با شمارگان تقریبی ۴۰ میلیون جلد و در موضوع‌های گوناگون علوم انسانی چاپ کرده‌است و ده‌ها کتاب زیر چاپ و صدها کتاب در مراحل مختلف تدوین دارد.

## فعالیت در خارج از ایران
سازمان «سمت» بیشترین همکاری را با کشور افغانستان دارد و تاکنون ۱۰ دورهٔ کامل از کتابهایش را به دانشگاه‌های این کشور اهدا کرده‌است و همچنین مسئولیت چاپ کتاب‌های استادان افغانستان را بر عهده دارد و ۵۹ عنوان کتاب از این استادان را منتشر کرده‌است؛ و سالانه ده‌ها هزار کتاب این سازمان به افغانستان فرستاده می‌شود.
یک دورهٔ کامل از کتابهای سمت به خجند تاجیکستان نیز فرستاده شده‌است و نمایشگاهی دائمی نیز در این کشور وجود دارد. علاوه بر این سازمان سمت با کشورهای غیر فارسی‌زبان از جمله جمهوری آذربایجان، روسیه، سوریه و عراق نیز همکاری دارد و نیازهای دانشجویان فارسی‌زبان کشورهای دیگر را مرتفع می‌کند.

## گروه‌های پژوهشی و تألیفی
- الهیات (ادیان و عرفان - فلسفه و کلام - تاریخ و تمدن ملل اسلامی - علوم قرآنی و حدیث - فقه و حقوق اسلامی)
- آموزش زبان انگلیسی
- مشاوره و راهنمایی
- ادیان و عرفان
- اقتصاد اسلامی
- تاریخ و تمدن ملل اسلامی
- اقتصاد
- باستان‌شناسی
- مطالعات تاریخی
- علوم ورزشی
- جغرافیا
- حسابداری
- حقوق
- دروس عمومی
- روان‌شناسی
- زبان‌شناسی
- زبان و ادبیات عربی
- زبان و ادبیات فارسی
- زبان و ادبیات فرانسه
- زبان و ادبیات روسی
- علوم اجتماعی
- علوم تربیتی
- علوم سیاسی
- فلسفه و کلام
- فقه و مبانی حقوق اسلامی
- علم اطلاعات و دانش‌شناسی
- علوم قرآن و حدیث
- مرمت و احیای بناهای تاریخی
- مطالعات کتاب درسی دانشگاهی
- مدیریت
- هنر
- مدیریت آموزشی
- معماری و شهرسازی
- علوم شناختی
- آموزش زبانهای خارجی
- انگلیسی (آموزش زبان انگلیسی - زبان و ادبیات انگلیسی - مترجمی انگلیسی - کتابهای زبان انگلیسی تخصصی (ESP) در حوزه‌های: علوم پایه و مهندسی - علوم پزشکی - علوم انسانی - هنر)
- کتابهای افغانستان.[۶]

## همکاری با دانشگاه‌ها و مراکز علمی
سمت در تهیه و تدوین بعضی کتاب‌ها با برخی از سازمان‌ها و دانشگاه‌ها همکاری می‌کند. در این طرح که از سال ۱۳۷۶ آغاز شده‌است برای کار بهتر و پرهیز از دوباره‌کاری و به‌کارگیری توان موجود علمی در ایران، سازمان سمت به همکاری با دانشگاه‌ها و مراکز علمی می‌پردازد که بسیار مورد استقبال قرار گرفته‌است. تا آبان ۹۵ سمت با ۱۴۲ مرکز علمی تفاهم‌نامهٔ همکاری منعقد کرده و ۳۰۰ عنوان کتاب منتشر کرده‌است.

## پژوهشکده تحقیق و توسعه علوم انسانی سمت
پژوهشکده تحقیق و توسعه علوم انسانی سمت در آذرماه ۱۳۸۲ با نام مرکز تحقیق و توسعه علوم انسانی سمت با موافقت وزارت علوم، تحقیقات و فناوری پایه‌گذاری شد.
برخی اهداف و برنامه‌های این مرکز:
- پژوهش و تحقیق در شاخه‌های علوم انسانی با سه رویکرد بنیادی، توسعه‌ای و کاربردی
- اجرای طرحهای پژوهشی و تحقیقاتی با هدف دستیابی به کتاب‌ها و درسنامه‌های مطلوب آموزشی در همه ابعاد (اعم از محتوایی، نگارشی و صوری)
- معرفی طرحها و برنامه‌های تحقیقاتی لازم با توجه به اولویتهای موجود در علوم انسانی
- پر کردن خلأهای درسنامه‌های موجود در زمینه علوم انسانی از طریق اجرای طرحهای پژوهشی کوتاه مدت
- تدوین نشریه‌های علمی - تخصصی در حوزه متون آموزشی علوم انسانی،
- برقراری ارتباط با مراکز پژوهشی و آموزشی علوم انسانی داخلی و خارجی و ساماندهی همکاری مشترک با آن‌ها در زمینه اجرای طرحها و فعالیت‌های پژوهشی
- برگزاری همایشها و نشستهای علمی - پژوهشی در سطوح و با موضوعات مختلف،
- برنامه‌ریزی برای شرکت اعضای هیئت علمی و محققان در کنفرانسها، سمینارها و نیز اجرای کارگاه‌های آموزشی به منظور تعامل بیشتر پژوهشگران

گروه‌های سه‌گانهٔ پژوهشی این مرکز عبارتند از: ۱. فلسفه و الهیات ۲. مطالعات تاریخ و محیطی ۳. علوم رفتاری.

## دربارهٔ سمت
محمد فرهادی، وزیر علوم، تحقیقات و فناوری، در مراسم رونمایی از دوهزار کتاب «سمت» گفت: برگزیده شدن ده‌ها عنوان کتاب در جشنواره‌های مختلف و تجلیل سازمان از سوی «اکو» معرفی این نهاد به‌عنوان ناشر برتر از افتخارات سمت است. فعالیت‌های بین‌المللی سازمان حاصل برنامه‌ریزی و تعامل فرهنگی است که ادامه پیدا خواهد کرد. وی با تأکید بر توجه به امر پژوهش ادامه داد: با یک تلقی بنیادین و کلان‌تر سازمان سمت نیز می‌تواند ستاد پژوهش‌های حوزه علوم‌انسانی باشد و در مقام صف به تولید و ارائه آثار فاخر علوم‌انسانی بپردازد.
وی افزود: در این میان خصیصه ارزشمند این سازمان در پیوند میان عالمان دانشگاهی و حوزوی نیز شایسته تجلیل و اکرام است. وزارت علوم، تحقیقات و فناوری آماده هرگونه همکاری برای توسعه فعالیت‌های این سازمان پژوهشی و همه پژوهشگاه‌ها و بنیادهای پژوهشی است.
علی‌اکبر ناطق‌نوری، رئیس دفتر بازرسی رهبری، در مراسم رونمایی از دوهزار کتاب «سمت» در ارزیابی رویکرد سمت در حوزه ترویج علم گفت: زمانی که سازمان مطالعه و تدوین کتب علوم‌انسانی دانشگاه‌ها تأسیس شد فعالیت خود را به دانشمندان داخلی و تولید کتاب در چند رشته محدود نکرد. سمت در طول بیش از سه دهه بی سرو صدا و بدون تشریفات کار بسیار بزرگی را انجام داده‌است. تأسیس دو نهاد علمی تربیت مدرس و سمت در شورای ستاد عالی انقلاب فرهنگی به تصوب رسید. در حالی که سمت در تولید کتاب دانشگاهی موفق عمل کرده اما تربیت مدرس در انجام وظیفه خود چندان موفق نشد.
وی دربارهٔ رونمایی از دوهزار کتاب سمت افزود: هرچند کار مهمی در تولید دوهزار عنوان کتاب صورت گرفته اما کیفیت محتوا مقوله مهم‌تری است. دیدگاه متخصصان در مباحث ادبی و ویرایشی متن و بررسی تطبیق آن با ارزش‌های اسلامی بسیار با اهمیت است. فعالیت سازمان در عرصه بین‌المللی نیز بهترین شیوه برای انتقال فرهنگ و ایدئولوژی است.
حسین کچوییان عضو شورای عالی انقلاب فرهنگی در انتقاد از سمت گفته‌است: «مؤسسهٔ سمت نتوانست آن مقدار که از آن انتظار می‌رفت، ظاهر کند. بعضی کارهایی که در این سازمان منتشر شده فاجعه است و من علاقه‌مند به نام بردن آن نیستم. بخشی از کارهای این مؤسسه هم ترجمهٔ کتابهای غربی است… اگر تولیدی در زمینهٔ علوم انسانی صورت نگیرد، این مؤسسه هم چیزی برای عرضه نخواهد داشت. شاید اگر سازمان سمت می‌توانست جریان انتقادی را در حوزهٔ ترجمه دامن بزند و ترجمهٔ انتقادی هم کار کند، وضعیت بهتری می‌توانست داشته باشد.»